# سيمنوس
سيمنوس (الاسم العلمي: Scymnus)، جنس حشرات خنفسية من فصيلة الدعسوقيات. وهو الجنس النمطي لفُصيلة السمنوسية وقبيلة السمنوساوات.